# Honda Jazz
Honda Jazz – samochód osobowy klasy aut miejskich produkowany przez japoński koncern motoryzacyjny Honda Motor Company w latach 1983–1986 oraz ponownie od 2002 roku, kiedy powrócono do nazwy Jazz przy okazji europejskiej premiery nowego małego pojazdu oferowanego na innych rynkach pod nazwą Fit. Od 2020 roku produkowana jest piąta generacja modelu.

## Honda Jazz I (1983)
Honda Jazz I (1983) produkowana była w latach 1983–1986 jako wersja hatchback modelu City.

### Wersje wyposażeniowe

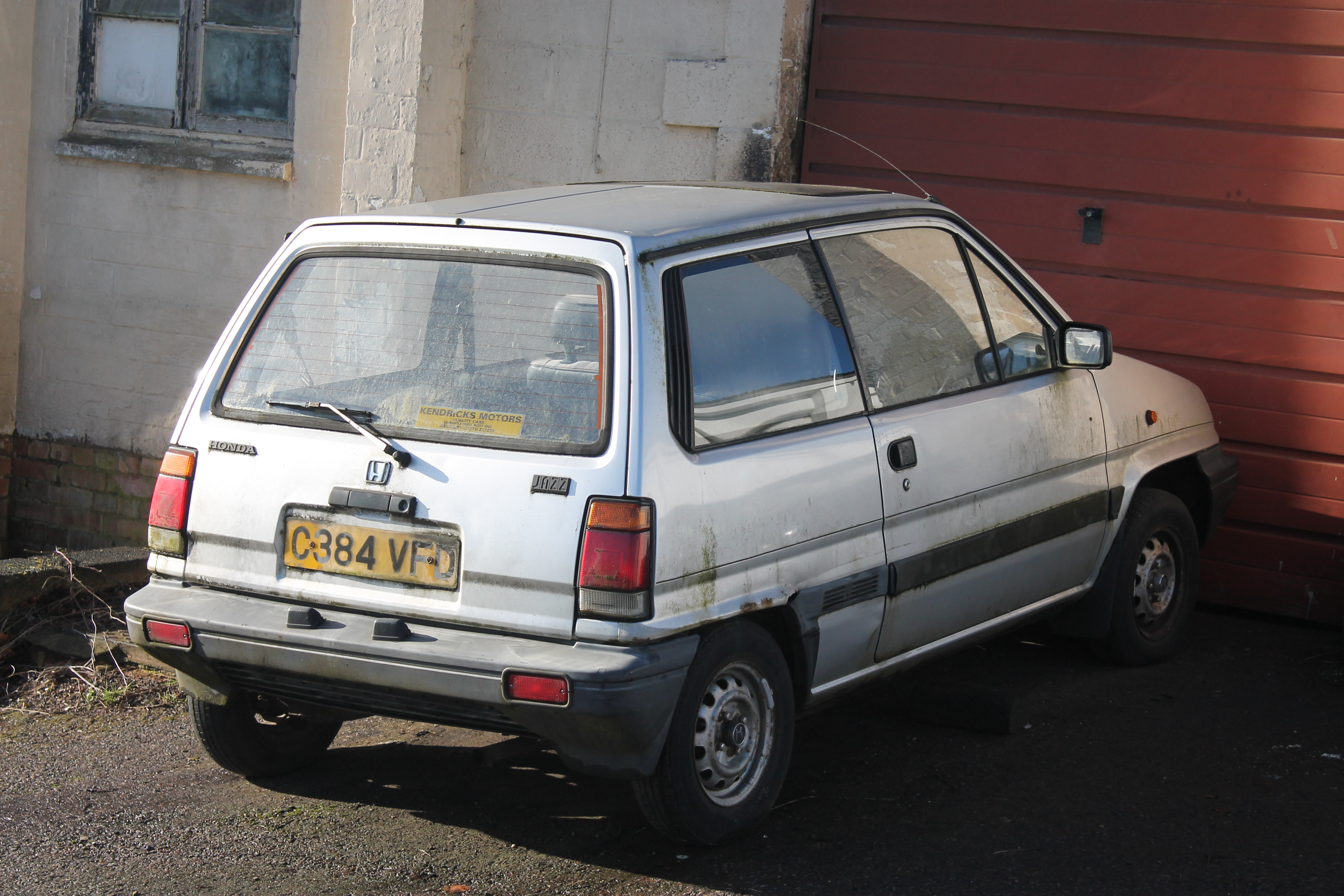
Honda Jazz (1985) – tył

- City
- Fit

## Honda Jazz II (2002)
Honda Jazz II została po raz pierwszy oficjalnie zaprezentowana podczas targów motoryzacyjnych w Tokio pod koniec 2001 roku. Na rynku japońskim oraz amerykańskim auto oferowane było pod nazwą Fit.

### Historia i opis modelu

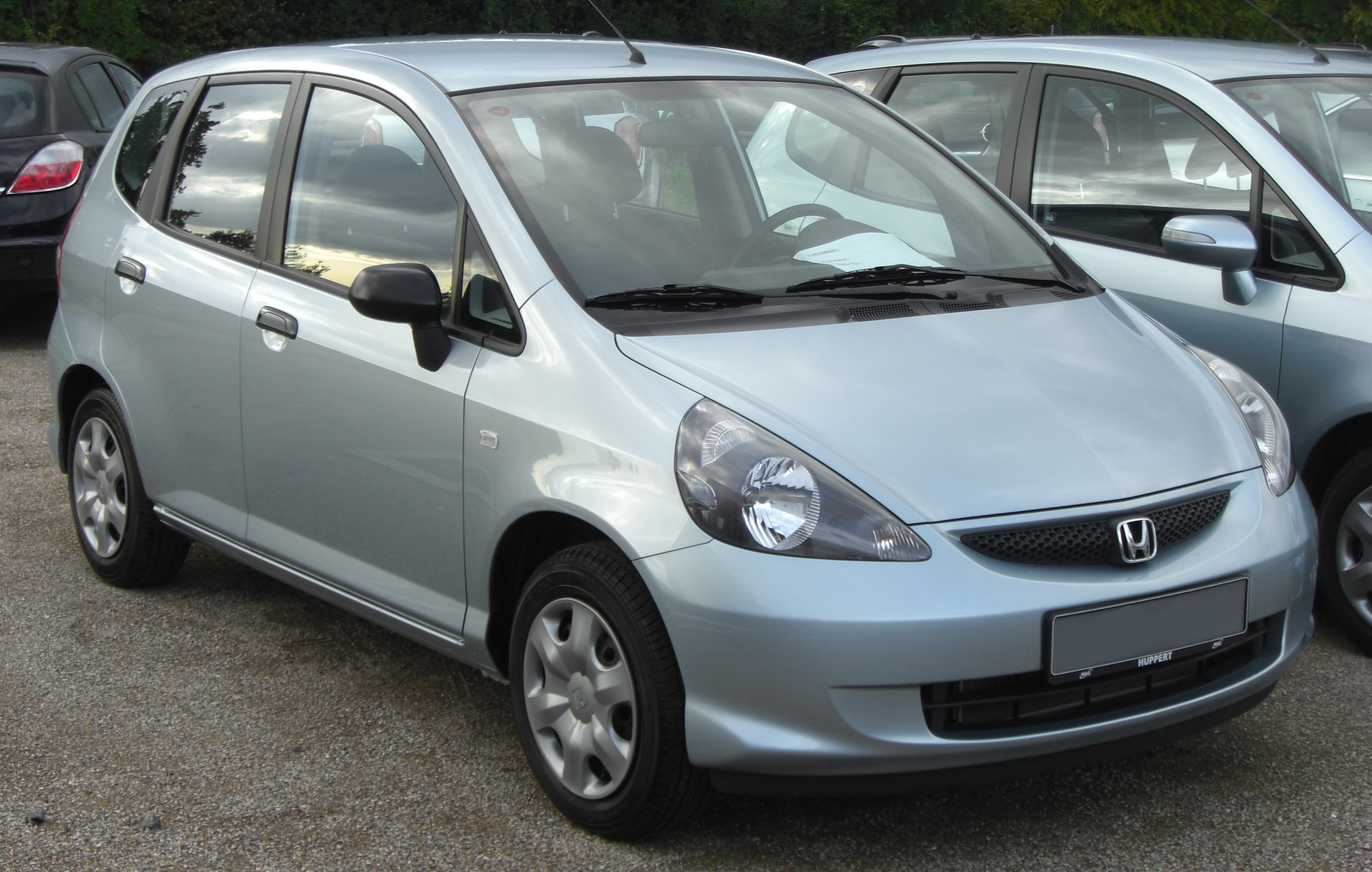
Honda Jazz II po liftingu – przód

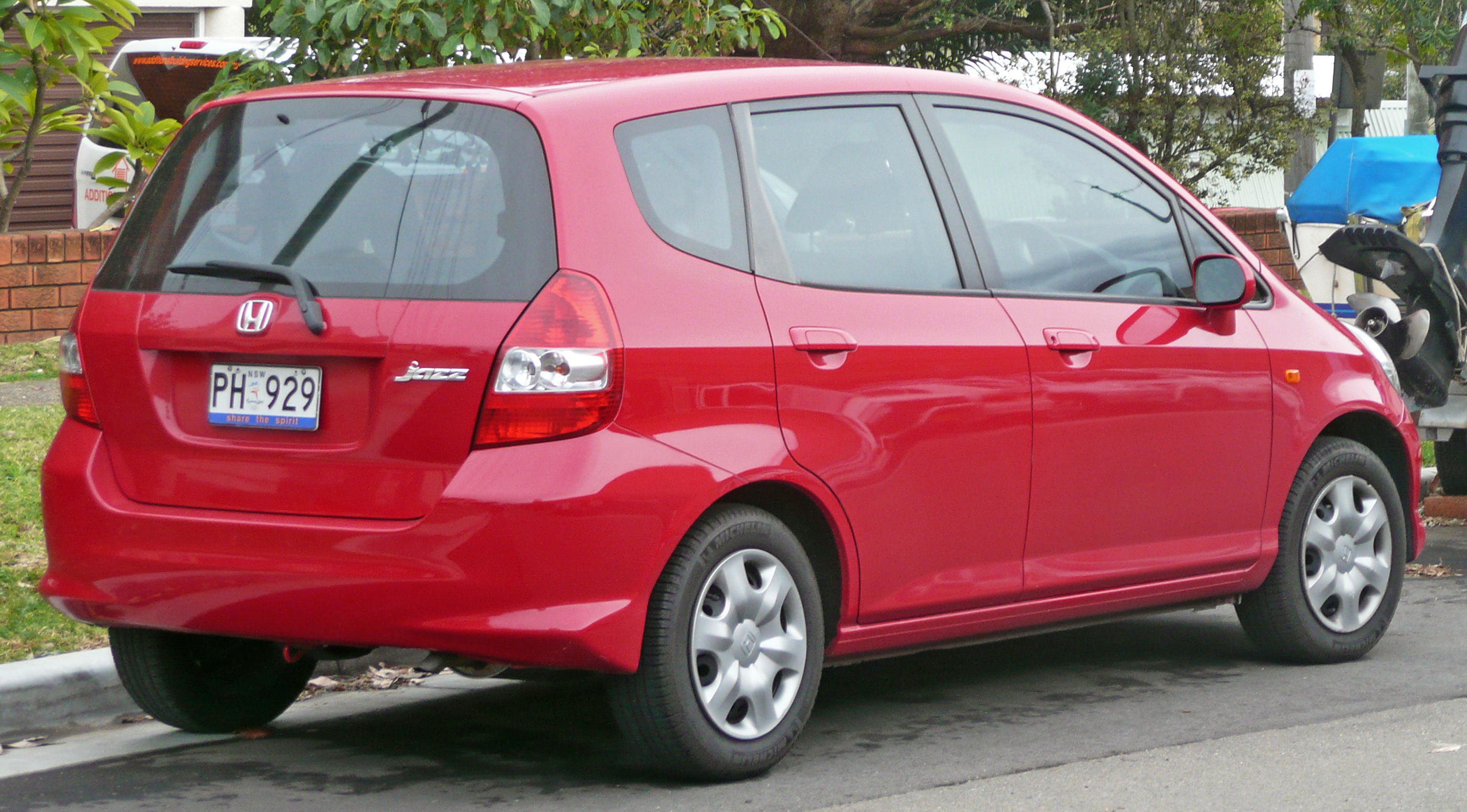
Honda Jazz II po liftingu – tył

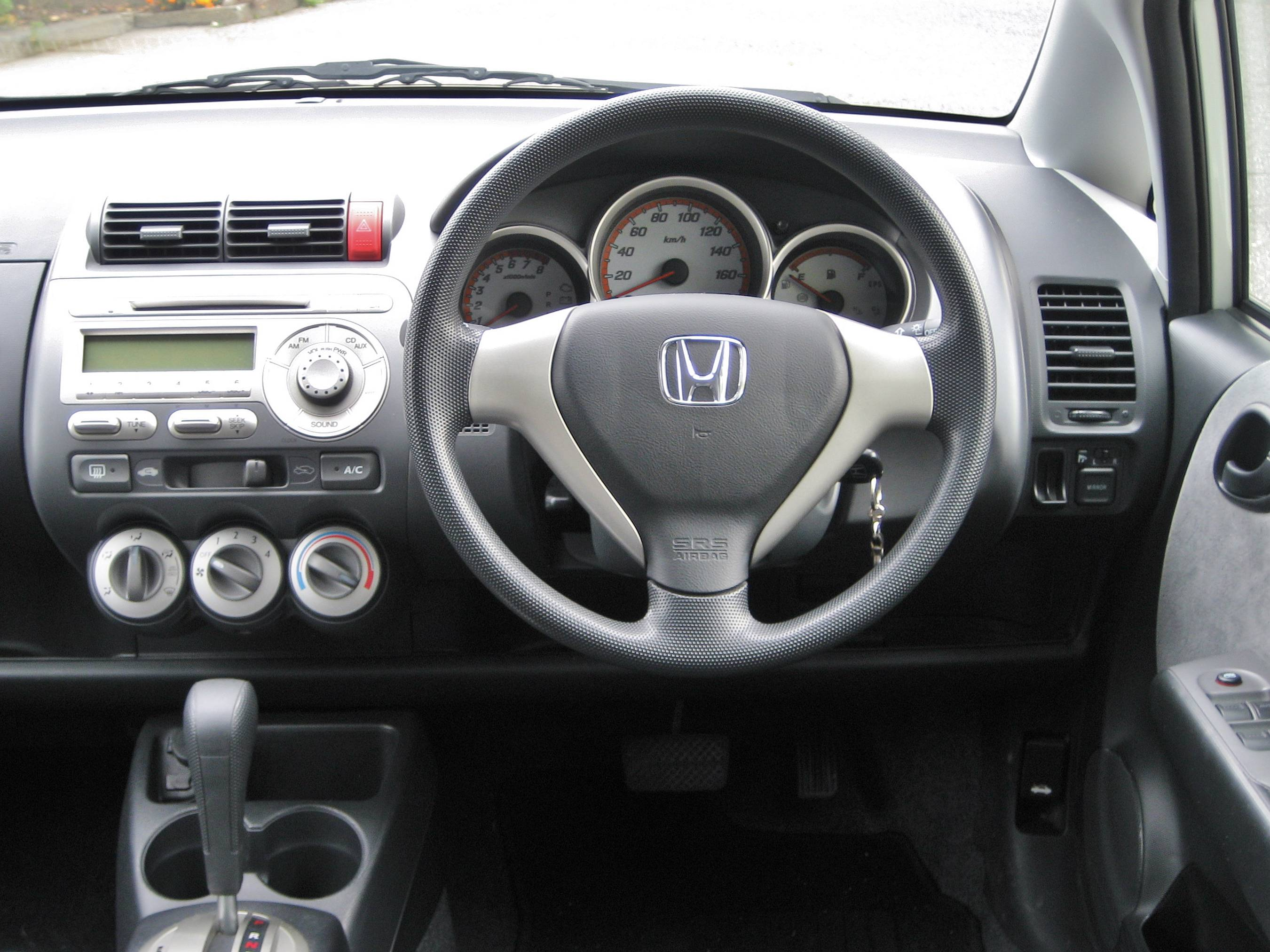
Honda Fit I – wnętrze

Pojazd jest pięciodrzwiowym połączeniem hatchbacka z minivanem zbudowanym na bazie globalnej płyty podłogowej Global Small Car (GSC). Początkowo pojazd oferowany na rynku europejskim oferowany był z czterocylindrowym silnikiem benzynowym o pojemności 1.2 l i-DSI o mocy 78 KM. Rok później do oferty wprowadzona została jednostka o pojemności 1.4 l i mocy 83 KM.
W 2004 roku wraz z rocznikiem modelowym 2005 auto przeszło delikatną modernizację. Zmienione zostały m.in. przednie reflektory, atrapa chłodnicy, zderzaki, lusterka zewnętrzne, a także delikatnie przemodelowane zostało wnętrze pojazdu.

### Wyposażenie
- Cool
- ES
- S
- L
- LS
- Sport

W zależności od wybranej wersji wyposażeniowej pojazdu oraz rynku przeznaczenia auta, samochód wyposażony mógł być m.in. w system ABS, komplet poduszek powietrznych, elektryczne sterowanie szyb, elektryczne sterowanie lusterek, radio kasetowe lub radio CD/MP3, wielofunkcyjną kierownicę, klimatyzację manualną bądź automatyczną, zamek centralny z pilotem oraz światła przeciwmgłowe i alufelgi.

## Honda Jazz III (2008)
Honda Jazz III została po raz pierwszy oficjalnie zaprezentowana podczas targów motoryzacyjnych w Tokio pod koniec 2007 roku.

### Historia i opis modelu

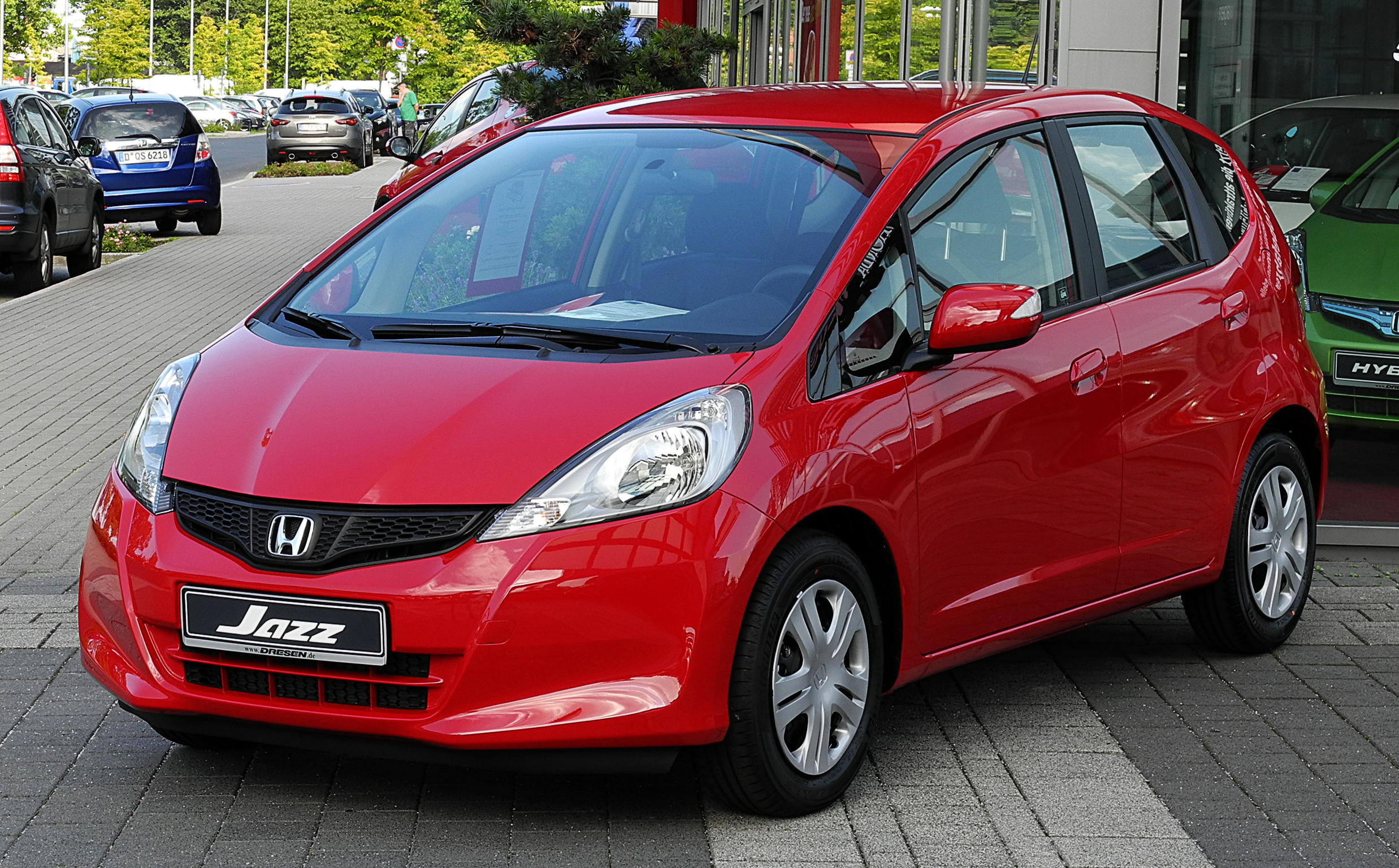
Honda Jazz III po liftingu – przód

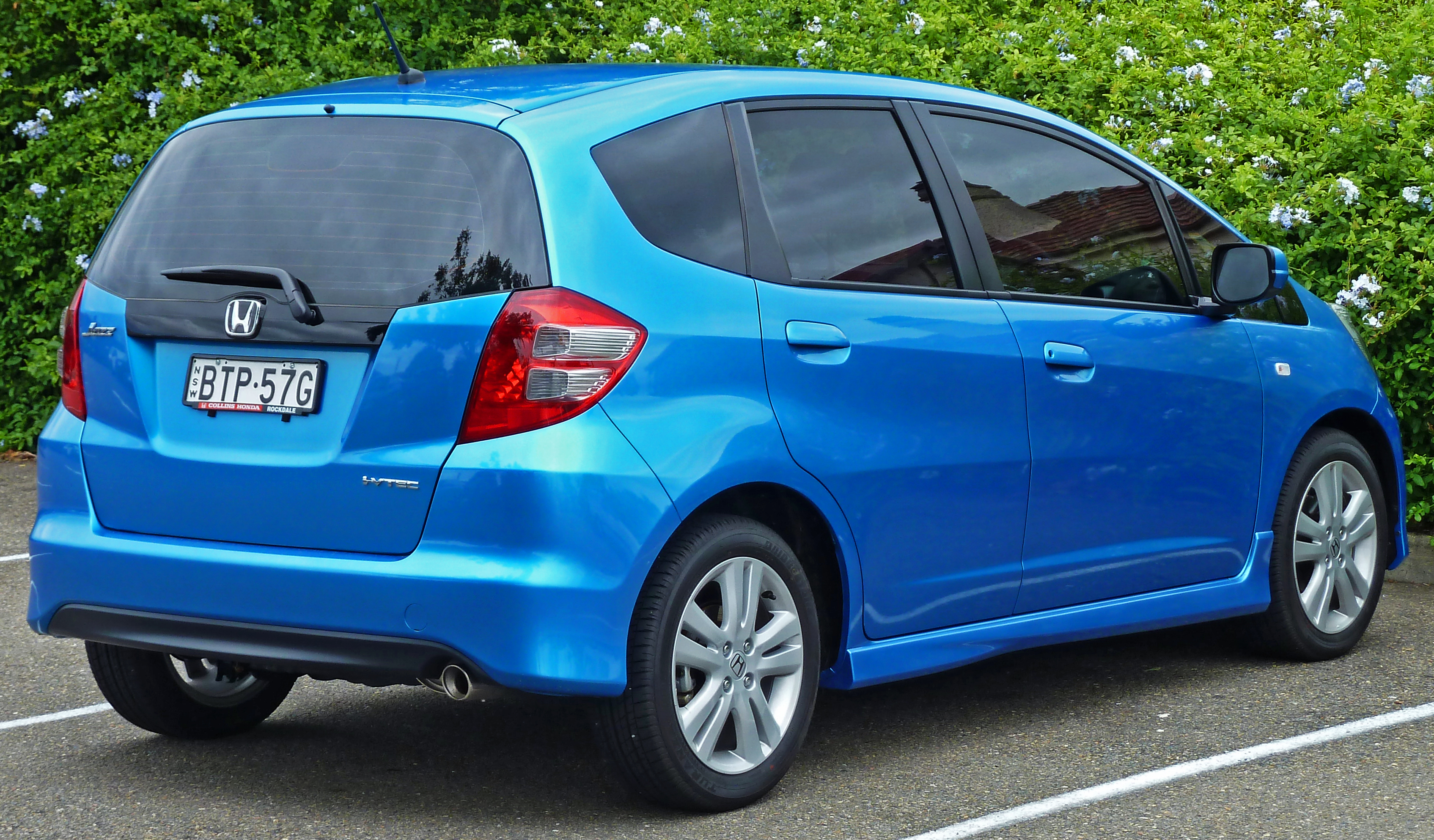
Honda Jazz III przed liftingiem – tył

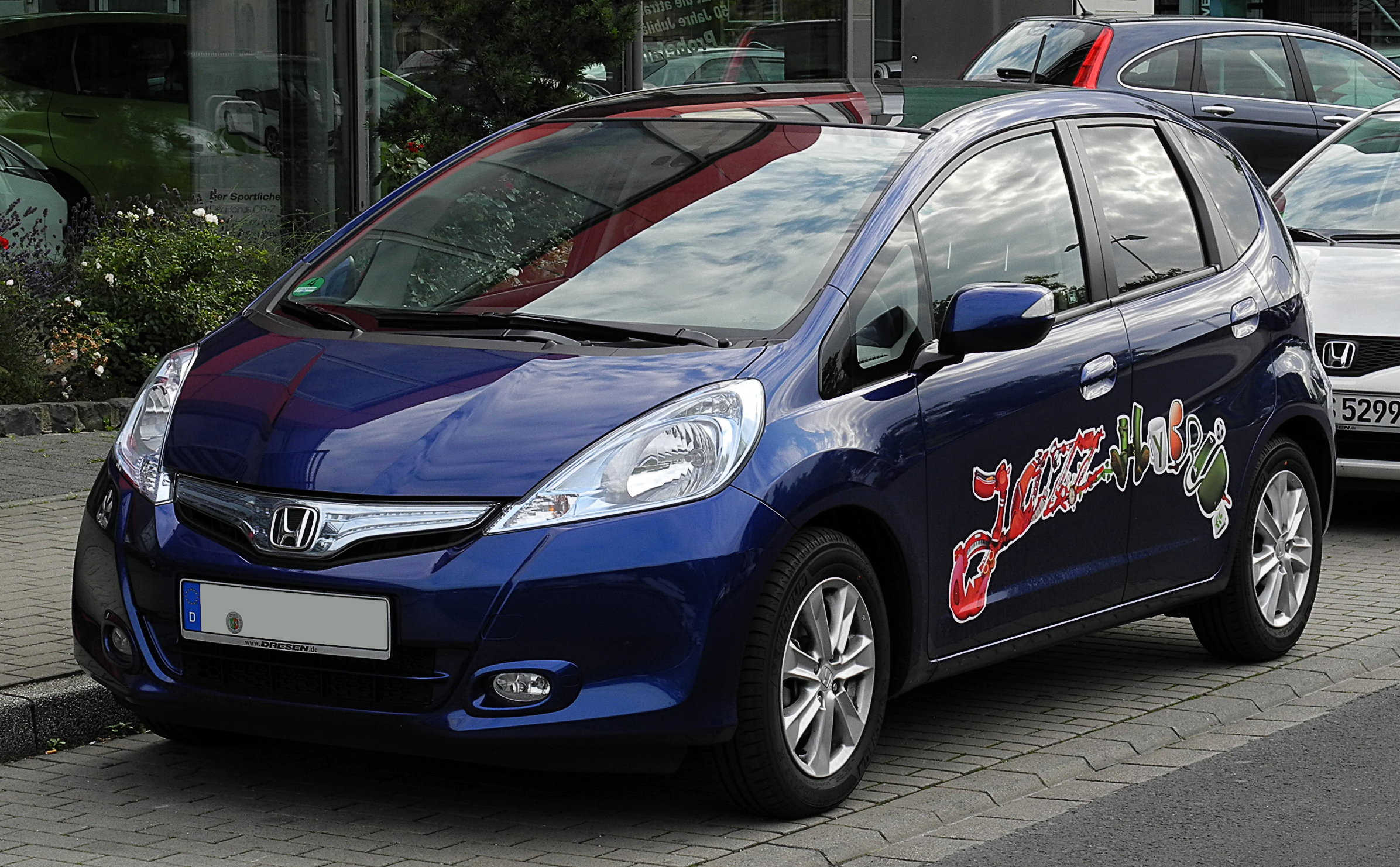
Honda Jazz III w wersji Hybrid po liftingu – przód

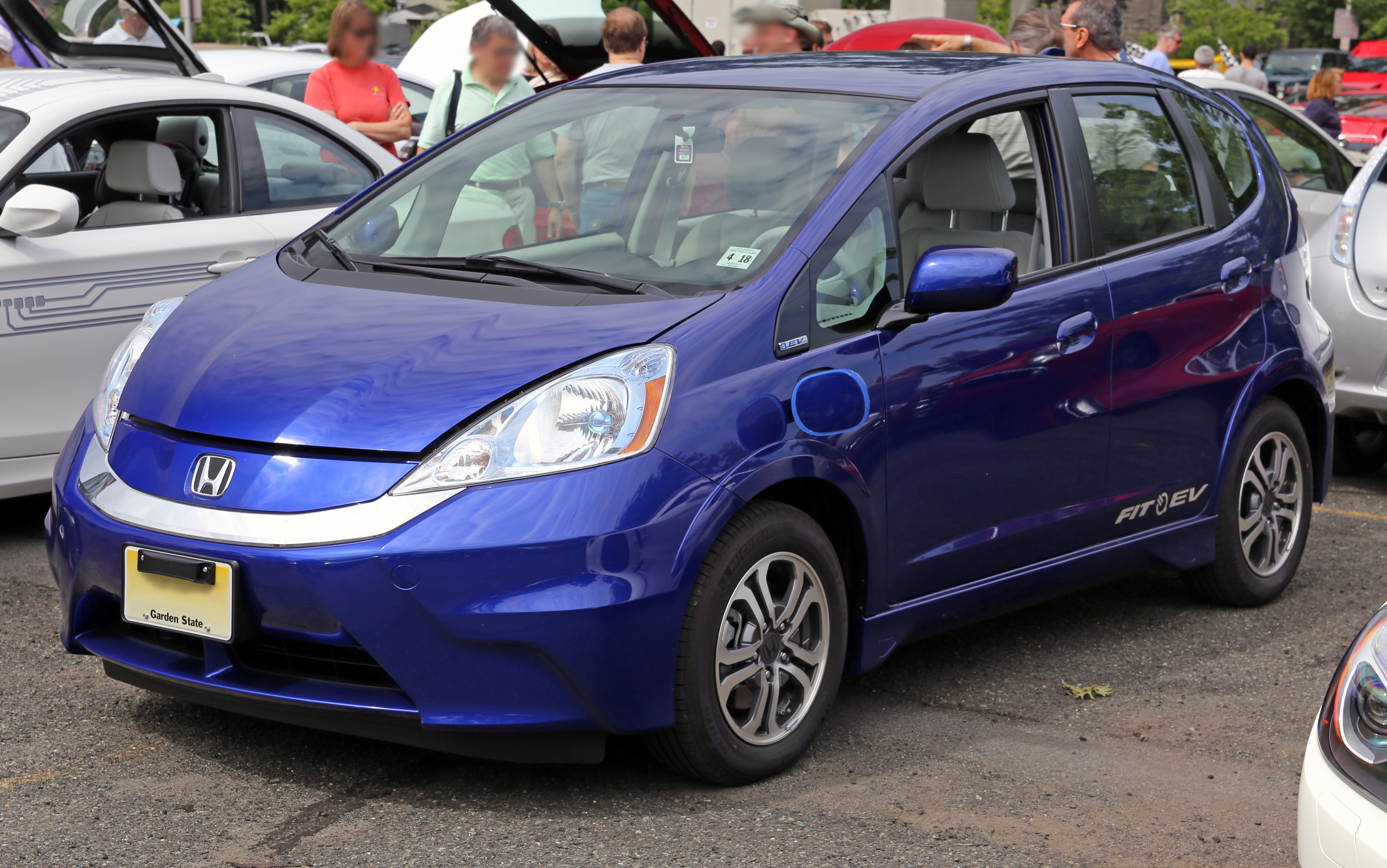
Honda Fit EV – przód

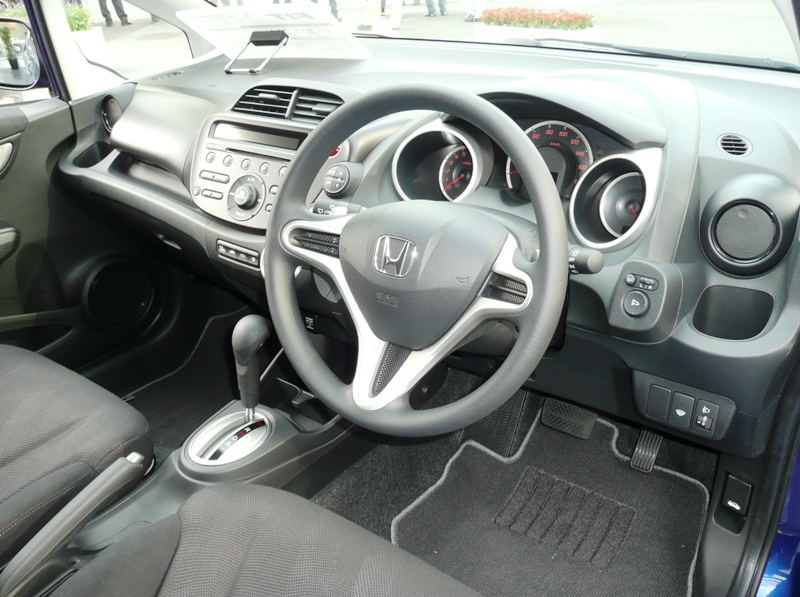
Honda Fit II – wnętrze

Trzecia generacja pojazdu zbudowana została na tej samej płycie podłogowej co pierwsza. Nieznacznie zmieniony został wygląd, a bryła pojazdu została bardziej upodobniona do minivanów. Dzięki zastosowaniu systemu Magic Seat tylne fotele pojazdu składać można w proporcji 40:60 bez progu między przedziałem pasażerskim a bagażnikiem. Układ Refresh Mode pozwala na przesunięcie przednich siedzeń w stronę deski rozdzielczej, rozłożenie ich, wyciągnięcie zagłówków, co skutkuje pełnowartościowym miejscem do spania. Zbiornik paliwa umieszczony został pod przednimi fotelami dzięki czemu przestrzeń wewnętrzna stała się bardziej funkcjonalna.
W drugiej połowie 2010 roku do oferty wprowadzona została wersja Hybrid która otrzymała 1.3 l silnik benzynowy o mocy 88 KM wspomagany jednostką elektryczną o mocy 14 KM. Wersja ta wyróżnia się zmienionymi reflektorami, lampami tylnymi, zderzakami, a także inną atrapą chłodnicy. W tym samym roku podczas targów motoryzacyjnych w Los Angeles zaprezentowano całkowicie elektryczną wersję EV, która napędzana jest pochodzącym z Hondy FCX Clarity silnikiem elektrycznym, który pozwala osiągnąć prędkość 145 km/h, a energia pozwalająca zapewnić maksymalny zasięg na poziomie 160 km magazynowana jest za pomocą baterii litowo-jonowych. Wersja ta wyróżnia się m.in. pakietem spojlerów oraz zupełnie nowymi reflektorami wykonanymi w technologii LED, a także całkowicie przeprojektowanym pasem przednim pojazdu. Pod koniec tego samego roku zaprezentowana została także wersja przeznaczona na rok modelowy 2011, która przeszła delikatną modernizację. Auto otrzymało identyczne zmiany ja zaprezentowana wcześniej wersja hybrydowa, czyli zmienione zostały reflektory, lampy tylne, przeprojektowano atrapę chłodnicy oraz zderzaki. Delikatnie przemodelowane zostało także wnętrze pojazdu.
W 2011 roku zaprezentowana została wersja kombi pojazdu oferowana jako Fit Shuttle. Auto przeznaczone zostało na rodzimy, japoński rynek motoryzacyjny.
W 2012 roku podczas targów motoryzacyjnych w São Paulo zaprezentowana została uterenowiona wersja Fit Twist, która wyróżnia się zastosowanymi plastikowymi nakładkami na nadkola, zmienioną atrapą chłodnicy oraz nowymi światłami przeciwmgłowymi. Pojazd ten napędzany jest dwu paliwowym silnikiem Flex-fuel o pojemności 1.5 l, który gdy zasilany jest etanolem osiąga moc 117 KM, a kiedy benzyną – 116 KM.

### Wersje wyposażeniowe
- Base
- Comfort Plus
- Elegance
- Executive
- EV
- Hybrid Comfort
- Hybrid Elegance
- S
- Si
- Sport
- RS
- Trend
- Twist

W zależności od wybranej wersji wyposażeniowej, pojazd wyposażony może być m.in. w system ABS z EBD, elektryczne sterowanie szyb, elektryczne sterowanie lusterek, klimatyzację manualną bądź automatyczną, wycieraczki z czujnikiem deszczu, czujnik zmierzchu, wielofunkcyjną kierownicę, światła przeciwmgłowe, tempomat, skórzaną kierownicę, skórzaną tapicerkę oraz dach panoramiczny i system nawigacji satelitarnej

## Honda Jazz IV (2015)
Honda Jazz IV została po raz pierwszy oficjalnie zaprezentowana podczas targów motoryzacyjnych w Tokio pod koniec 2013 roku. Prezentacja wersji europejskiej pojazdu miała miejsce dwa lata później podczas targów motoryzacyjnych w Genewie.

### Historia i opis modelu

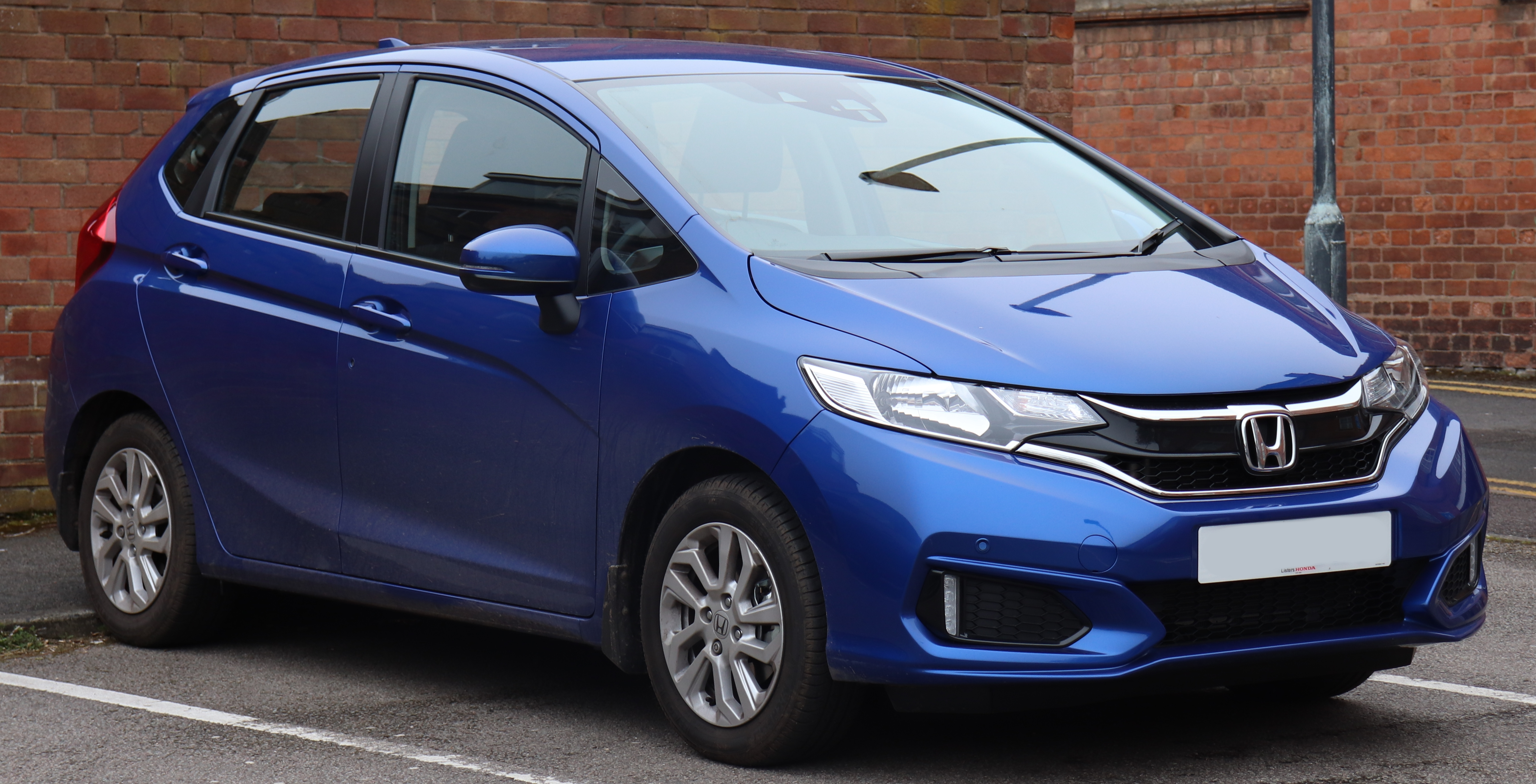
Honda Jazz IV po liftingu – przód

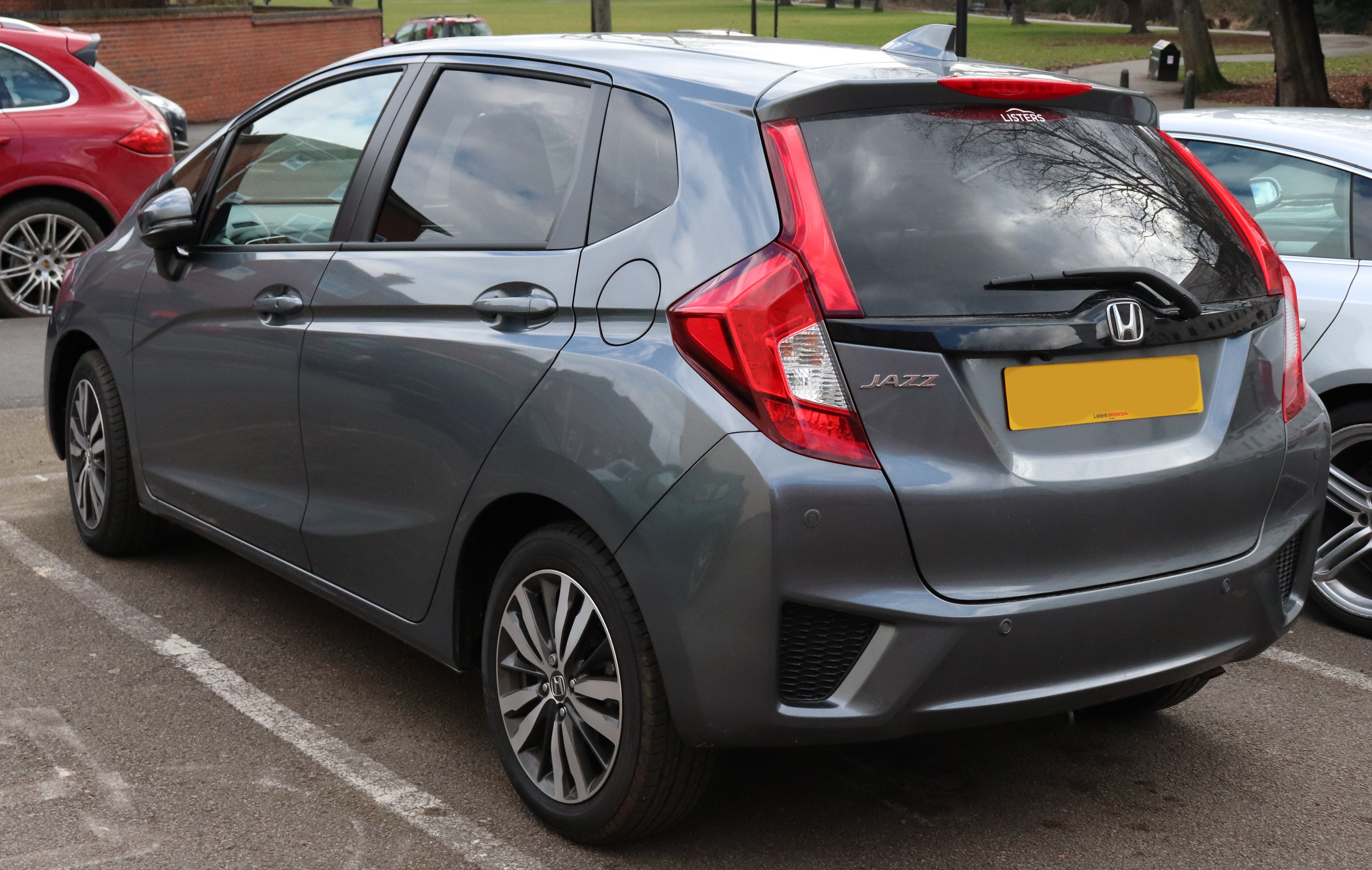
Honda Jazz IV po liftingu – tył

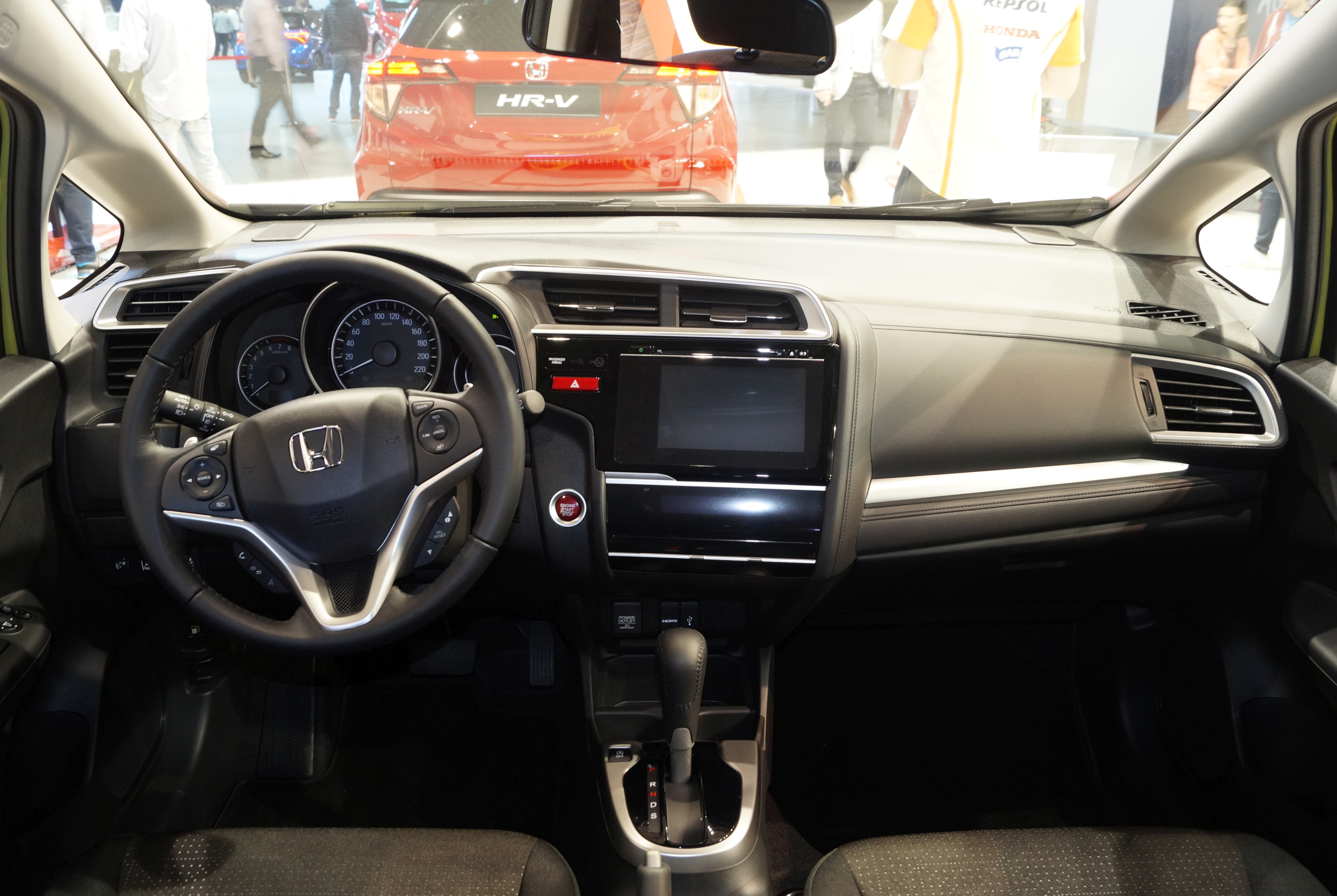
Honda Jazz IV po liftingu – wnętrze

Samochód zbudowany został na bazie płyty podłogowej Globar Compact, która wykorzystana została do budowy m.in. modelu HR-V II, a jej charakterystyczną cechą jest centralnie umieszczony zbiornik paliwa. Stylistyka pojazdu nawiązuje do designu dziewiątej generacji modelu Civic.
W 2017 roku auto przeszło delikatną modernizację. Przestylizowane zostały m.in. zderzaki oraz atrapa chłodnicy, a także delikatnie przemodelowane zostały reflektory przednie. Do gamy wersji wyposażeniowych wprowadzona została usportowiona wersja Dynamic, która otrzymała przedni zderzaki wyposażony w większe wloty powietrza oraz w zastosowany w tylnym zderzaku dyfuzor. Do gamy jednostek napędowych wprowadzona została jednostka o pojemności 1.5 l w systemie VTEC o mocy 130 KM.

### Wersje wyposażeniowe
- Trend
- Comfort
- Elegance
- Dynamic
- Sport
- Mugen S
- Mugen RS
- VTi
- VTi-S
- EX
- LX

## Honda Jazz V (2020)
Honda Jazz V produkowana jest od lutego 2020 roku.

### Historia i opis modelu

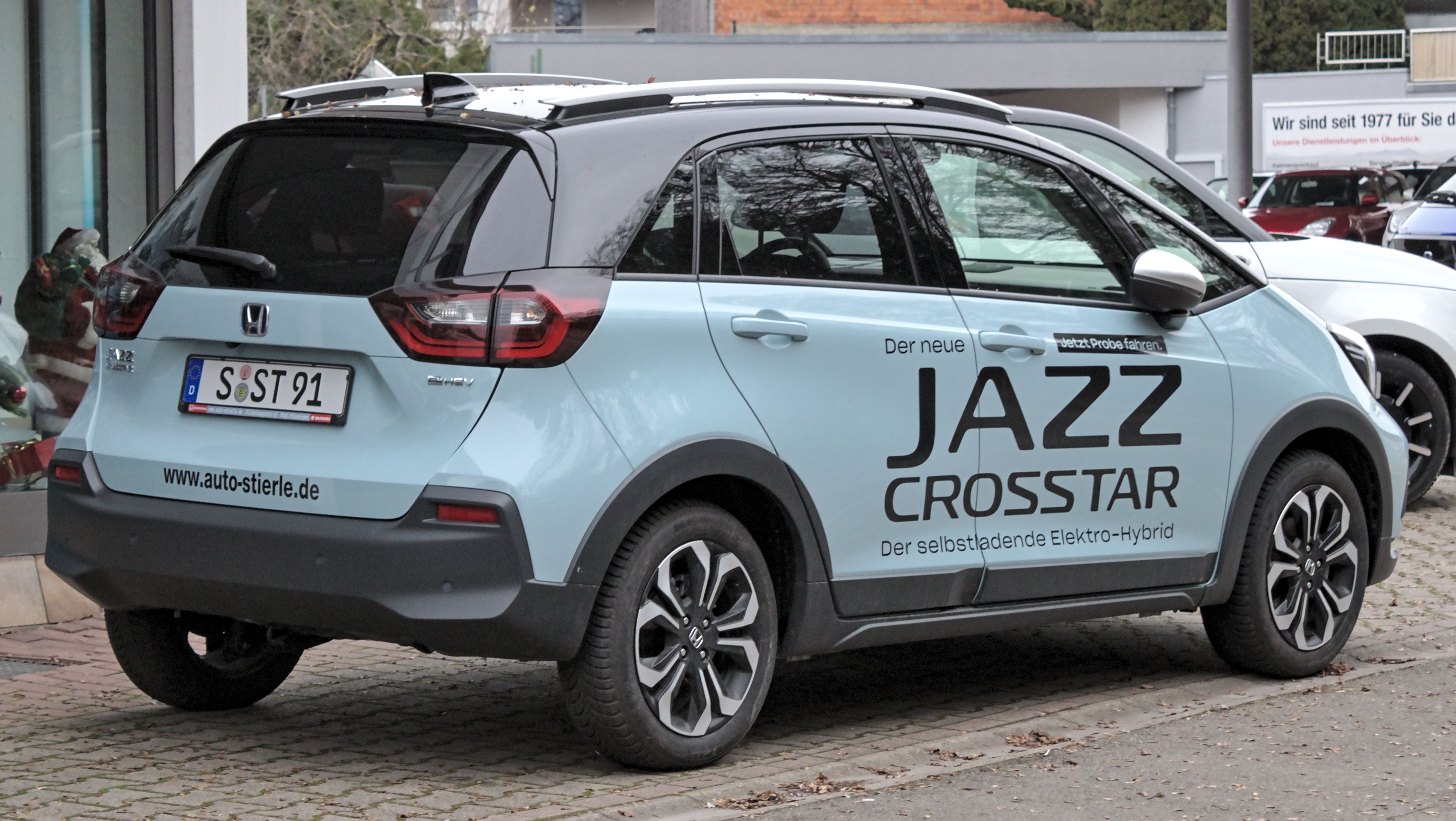
Honda Jazz V w wersji Crosstar – tył

Samochód został po raz pierwszy oficjalnie zaprezentowany w drugiej połowie 2019 roku w Tokio.
Auto otrzymało prostą i stonowaną stylizację nadwozia. Podobnie jak poprzednik, auto wyposażone zostało w system Magic Seats umożliwiający szybką konfigurację wnętrza pojazdu, tak aby maksymalnie zwiększyć przestrzeń bagażową do potrzeb użytkownika.
Centralnym elementem designu wnętrza pojazdu jest ekran dotykowy, który obsługuje system informacyjno-rozrywkowy, a także nawigację satelitarną, Android Auto, Apple Car Play oraz hotspot WiFi. Multimedialna kierownica pochodzi z modelu Honda e.
Honda Jazz w stosunku do konwencjonalnych samochodów segmentu B jest nieco wyższa. Ma też nieznacznie wyższy rozstaw osi. te walory mają w założeniu się przekładać na wyższą funkcjonalność auta i więcej miejsca we wnętrzu.

### Face lifting
W styczniu 2023 roku samochód przeszedł niewielki lifting. Dość pospolicie wyglądający grill został zastąpiony przez nowy - w strukturze plastra miodu. Potencjalny nabywca odświeżonego Jazza Crosstar e:HEV będzie miał do wyboru również nowy wzór aluminiowych felg. Dodatkowo będzie mógł również zdecydować się na nowy niebieski lakier - Fjord Mist. Odświeżono również wnętrze samochodu. Przede wszystkim siedzenia w modelu są wyścielone nową tapicerką. Nowe wykończenie można znaleźć na konsoli środkowej i kierownicy.

### Napęd
Honda Jazz V przeznaczona na rynki europejskie oferowana jest wyłącznie z napędem hybrydowym, który łączy silnik benzynowy o pojemności 1,5 l wykonany w technologii i-VTEC połączony z dwoma silnikami elektrycznymi o łącznej mocny 109 KM i 253 Nm maksymalnego momentu obrotowego. Moc ta trafia na przednią oś pojazdu za pośrednictwem bezstopniowej przekładni CVT, a przyspieszenie od 0 do 100 km/h trwa 9,4 s. Do wyboru kierowcy przygotowane zostały dwa tryby jazdy: EV Drive i Hybrid Drive. Tryb EV Drive umożliwia jazdę wyłącznie na silniku elektrycznym, natomiast tryb Hybrid Drive sam będzie zarządzać rozdziałem napędu. Opcją jest tryb Engine Drive w którym bateria doładowywana jest za pomocą silnika spalinowego.

### Wersje
- Comfort
- Elegance
- Executive
- Crosstar Executive – uterenowiona wersja pojazdu wyposażona w plastikowe nakładki nadwozia

Standardowe wyposażenie pojazdu obejmuje m.in. system Honda SENSING w którego skład wchodzą m.in. adaptacyjny tempomat, system utrzymywania pojazdu na danym pasie ruchu, podgrzewane przednie fotele, przednie reflektory LED, automatyczną klimatyzację czy 15'' felgi stalowe.
W wersji Elegance Jazz jest wyposażony dodatkowo w 15'' felgi aluminiowe, 9'' ekran systemu multimedialnego Honda CONNECT, elektrycznie składane lusterka zewnętrzne, tapicerkę materiałowo-skórzaną czy przednie i tylne czujniki parkowania.
Wersja Executive wyposażona standardowo jest m.in. w system monitorowania martwego pola, system ostrzegania o zbliżającym się pojeździe podczas cofania, 16'' felgi aluminiowe, nawigację satelitarną, system dostępu bezkluczykowego czy też podgrzewaną kierownicę.
W wersji Crosstar Executive Jazz otrzymuje też hydrofobową tapicerkę, specjalny wzór 16'' felg aluminiowych, system audio z ośmioma głośnikami, dwa opcjonalne specjalne kolory nadwozia czy zintegrowane relingi dachowe.